# Cuttack
Pronunciação
Cuttack (em oriá:  କଟକ) é a antiga capital e a segunda maior cidade do estado indiano oriental de Orissa. É também a sede do distrito de Cuttack. O nome da cidade é uma forma anglicizada de Katak que significa literalmente "O Forte", uma referência ao antigo Forte Barabati em torno do qual a cidade inicialmente se desenvolveu. Cuttack também é conhecida como a "Cidade do Milênio", bem como a "Cidade de Prata", devido à sua história de 1000 anos e famosos trabalhos de filigrana de prata. É considerado também como o capital judicial de Orissa por ser sede do tribunal mais elevado do estado.